# ティム・コンウェイ
トーマス・ダニエル・“ティム”・コンウェイ（Toma Daniel "Tim" Conway, 1933年12月15日 - 2019年5月14日）は、アメリカ合衆国の俳優、声優、コメディアンである。

## 来歴
1933年12月15日、オハイオ州クリーブランド郊外の都市ウィロビーに生まれる。ボーリング・グリーン州立大学を卒業後、1956年から1958年までアメリカ陸軍に所属した。除隊後はクリーブランドに帰郷し、アーニー・アンダーソンとともにNBC系列の放送局KYW-TVで働き始める。1960年にはアンダーソンとともにCBS系列（現在はFOXテレビ系列）のWJW-TVに移籍し、平日の朝に放送される番組のためにコント台本を執筆するとともに、自らも番組でコントを演じるようになった。
1961年に喜劇女優のローズ・マリーが『ディック・ヴァン・ダイク・ショー』の宣伝のためWJW-TVを訪れた際、アンダーソンとコンウェイのコント映像を目に留める。コンウェイはマリーのアシスタントという形でニューヨークに招聘され、ABCのバラエティ番組『スティーヴ・アレン・ショー』への出演を皮切りに、ABCのシットコム『McHale's Navy』にレギュラー出演して注目を浴びるようになった。1969年にABCのコント番組『Turn-On』のゲスト司会者に起用され、1970年には自らの名を冠したシットコム『ティム・コンウェイ・ショー』が開始する。
テレビ番組への出演と並行してディズニー製作のコメディ映画にも出演し、『史上最大のスーパー・チャンピオン』『背番号00大奮戦』『新・ぼくはむく犬』などの作品で軽妙な演技をこなした。1975年にはCBSのコント番組『キャロル・バーネット・ショー』にレギュラー出演者として加入し、ハーヴェイ・コーマンとともに番組の人気を支える。『キャロル・バーネット・ショー』は1978年に終了したものの、1980年に開始したCBSのバラエティ番組『ティム・コンウェイ・ショー』ではコーマンと再びタッグを組んでお茶の間に笑いを提供した。
1981年に『ティム・コンウェイ・ショー』が終了してからも精力的に映画やテレビ番組への出演を続けており、『30 ROCK/サーティー・ロック』『CSI:科学捜査班』『glee/グリー』などのテレビドラマにゲスト出演しているほか、ニコロデオンのテレビアニメ『スポンジ・ボブ』やドリームワークス・アニメーションのテレビアニメ『ヒックとドラゴン』では声優を担当していた。
2019年5月14日、ロサンゼルスの介護施設で死去。85歳没。

## 私生活
1961年にメアリー・アン・ダルトンと結婚して7人の子どもをもうけるも1978年に離婚し、1984年にシャーリーン・コンウェイと再婚した。息子のティム・コンウェイ・ジュニアはロサンゼルスのラジオ局KFIでパーソナリティを務めている。
全米大脳白質ジストロフィー財団のスポークスパーソンを務めた。

## 主な出演作品
| 公開年 | 邦題 原題                                                                        | 役名                                         | 備考         |
| ------ | -------------------------------------------------------------------------------- | -------------------------------------------- | ------------ |
| 1973   | 史上最大のスーパー・チャンピオン The World's Greatest Athlete                    | ミロ・ジャクソン                             |              |
| 1976   | 背番号00大奮戦 Gus                                                               | クランクケース                               |              |
| 1976   | 新・ぼくはむく犬 The Shaggy D.A.                                                 | ティム                                       |              |
| 1979   | プライズファイター/笑撃!タイトルマッチ The Prize Fighter                         | バックス                                     |              |
| 1983   | キャノンボール2 Cannonball Run II                                                | カリフォルニア・ハイウェイ・パトロール警察官 |              |
| 1985   | ギャンブル・ブラザース/穴馬勝負 The Longshot                                     | ドゥーリー                                   |              |
| 1996   | ゴッド・エージェント Dear God                                                    | ハーマン・ドゥーリー                         |              |
| 1997   | スピード2 Speed 2: Cruise Control                                                | Mr.ケンター                                  |              |
| 2014   | Dragons ドラゴン・レースの幕開け Dragons: Dawn of the Dragon Racers              | マルチ                                       | OVA 声の出演 |
| 2015   | スポンジ・ボブ 海のみんなが世界を救Woo! The SpongeBob Movie: Sponge Out of Water | カモメ                                       | 声の出演     |

## テレビシリーズ
| 放映年    | 邦題 原題                                                   | 役名                         | 備考                                     |
| --------- | ----------------------------------------------------------- | ---------------------------- | ---------------------------------------- |
| 1960      | スティーヴ・アレン・ショー The Steve Allen Show             | レギュラー                   | 3エピソード                              |
| 1966-1967 | レッド・スケルトン・ショー The Red Skelton Show             | 智天使 / フィル・ファンブル  | 2エピソード                              |
| 1970      | ティム・コンウェイ・ショー The Tim Conway Show              | ティム・“スパッド”・バレット | 12エピソード                             |
| 1975-1978 | キャロル・バーネット・ショー The Carol Burnett Show         | 様々なキャラクター           | 72エピソード                             |
| 1980-1981 | ティム・コンウェイ・ショー The Tim Conway Show              | ホスト                       | 22エピソード                             |
| 1985      | フェアリーテール・シアター Faerie Tale Theatre              | 市長選候補                   | エピソード『リップ・ヴァン・ウィンクル』 |
| 1997-1999 | Dr.マーク・スローン Diagnosis Murder                        | ティム・コンラッド           | 2エピソード                              |
| 1999      | あなたにムチュー Mad About You                              | 店員 / 治安判事              | 2エピソード                              |
| 1999-2012 | スポンジ・ボブ Sponge Bob                                   | フジツボボーイ               | 14エピソード 声の出演                    |
| 2008      | 30 ROCK/サーティー・ロック Route 66                         | バッキー・ブライト           | 1エピソード                              |
| 2010      | CSI:科学捜査班 CSI: Crime Scene Investigation               | ナックルズ・プラット         | 1エピソード                              |
| 2011      | バットマン:ブレイブ&ボールド Batman: The Brave and the Bold | ウィーパー                   | 1エピソード 声の出演                     |
| 2011      | ウェイバリー通りのウィザードたち Wizards of Waverly Place   | クラグモント                 | 1エピソード                              |
| 2013      | Major Crimes 〜重大犯罪課 Major Crimes                      | ハワード・グレイ             | 1エピソード                              |
| 2012-2013 | ヒックとドラゴン Dragons: Riders of Berk                    | マルチ                       | 15エピソード 声の出演                    |
| 2014      | チャーリー・シーンのハーパー★ボーイズ Two and a Half Men    | ティム                       | 1エピソード                              |
| 2014      | glee/グリー Glee                                            | マーティー・ロジャース       | 1エピソード                              |
| 2014      | メル&ジョー 好きなのはあなたでしょ? Melissa & Joey          | マシューズ牧師               | 1エピソード                              |